# Денека Костянтин Анатолійович
Денека Костянтин Анатолійович (нар. 12 березня 1983 року в м. Дніпро — загинув 1 квітня 2023 року в м. Бахмут) — український військовий (позивний «ТІТАН»), спортсмен, атлет Федерації велосипедного спорту, член команди Leader Citroen Team.

## Життєпис
Денека Костянтин народився у м. Дніпро 12 березня 1983 року. Мешкав у Києві. Здобув ступінь бакалавра у Національній металургійній академії України на кафедрі металургії та ступінь магістра у Переяслав-Хмельницькому Державному Педагогічному Університеті їм. Григорія Сковороди на кафедрі фізичного виховання.
У 2011 приєднався до лав «Прикордонних військ Східного регіону», з 2014 боронив територію України від агресії РФ. З Прикордонної служби звільнився у званні  старший прапорщик у середині 2021 року.
З початком повномасштабного вторгнення пішов добровольцем. Брав участь у боях за Київську, Запорізьку та Донецьку області. Служив в одному зі спецпідрозділів Головного управління розвідки МОУ.
Загинув 1 квітня 2023 р. при виконанні бойового завдання, внаслідок мінометного обстрілу в м. Бахмут. Похований 9 квітня на Берковецькому кладовищі у Києві.

## Бойові дії
- смт. Мощун Київської області
- с. Заворичі Київської області
- с. Полтавка, с. Малинівка, с. Ольгівське Запоріжської області
- м. Бахмут, Донецької області

## Нагороди
- Срібна президентська медаль «за військову службу Україні»[18]
- Нагрудна  відзнака «за участь в антитерористичній операції»
- Нагрудна відзнака «учасник бойових дій»

- Орден ”За мужність” III ступеня.[19]

## Особисте життя
Був одружений та мав та двох дітей: сина Костянтина (13 років) та доньку Єлизавету (3 роки).
Був велогонником у команді “Leader Citron Team”, займався боксом, плаванням, бігом, вітрильним спортом, стрільбою, гирьовим спортом, тріатлоном та боротьбою.